# Aldino Muianga
Aldino Muianga (Lourenço Marques, atual Maputo, 1 de maio de 1950) é um escritor e médico moçambicano. Formou-se em Medicina pela Universidade Eduardo Mondlane, e especializou-se em Cirurgia Geral. É docente da Faculdade de Medicina da Universidade de Pretória, na África do Sul.
Foi o vencedor do Prémio José Craveirinha de Literatura de 2009 com o livro Contravenção.
É membro da Associação dos Escritores Moçambicanos (AEMO) e membro fundador da Associação de Médicos Escritores e Artistas de Moçambique (AMEAM).

## História pessoal e carreira como escritor
Seus pais eram imigrantes, vindos da província de Gaza, de distritos diferentes. Em sua casa, falava-se changana, considerada sua língua materna, e o português, por influência de seu pai, que era professor primário em Gaza e insistia para que recebesse uma educação segundo os preceitos da cultura portuguesa. Nas férias, costumava visitar os avós e bisavós, que moravam a uns 200 km da capital Maputo e não falavam português. Considera que sua experiência como escritor de narrativas rurais se iniciou nessas vivências, ao observar o modo de viver das pessoas daquela região do campo. 
Começou a escrever poesias com 16 anos de idade, após ver uma imagem que considerou poética: a de uma mulher descalça, com uma criança pendurada nas costas, limpando os dentes com uma mulala (raiz usada para higiene oral). Após esse fato, escreveu algumas dezenas de poemas em cadernos que acabaram por se perder em enchentes.
Por volta dessa idade, considerava-se um "rato de bibliotecas" e costumava ler muito. Seu primeiro conto foi publicado quando já era médico, num jornal semanário. Depois entrou na revista Charrua, fundada em 1984, na Associação de Escritores Moçambicanos e, em 1987, publicou seu primeiro livro, o Xitala-Mati.
Nos últimos anos tem se interessado e publicado algumas dissertações sobre as relações entre a saúde, a espiritualidade e a prática médica, ao se questionar como as crenças das pessoas podem influenciar em sua saúde e em sua própria vida. Por exemplo, ao abordar a combinação entre o uso da medicina clásica, com o de amuletos, banhos e ervas.
Também tem abordado histórias de mulheres sob o jugo de uma sociedade patriarcal, como a personagem Ma-Miriam, de "A Noiva de Kebera", que não acreditava na morte do namorado e acabou na clínica psiquiátrica, uma história que nasceu de um caso real e foi transposta e recriada em um cenário rural, enriquecida com personagens típicos desse contexto tradicional, patriarcal, com a apresentação dessa estrutura, além de elementos de reflexão e questionamento, também encontrados no romance também publicado no Brasil, "Asas Quebradas".

## Livros e obras publicados
- Xitala Mati (contos), (1987);[5]
- Magustana (novela), (1992);
- A Noiva de Kebera (contos), (1999);
- A Rosa Xintimana (romance), (2001); (Prémio Literário TDM);
- O Domador de Burros (contos), (2003); (Prémio Literário Da Vinci);
- Meledina ou história de uma prostituta (romance),(2004);
- A Metamorfose (contos), (2005);
- Contos Rústicos (contos), (2007) e
- Contravenção - uma história de amor em tempo de guerra (romance), (2008); (Prémio José Craveirinha de Literatura);
- O domador de burros e outros contos, (2015), Brasil, Editora Kapulana;
- A noiva de Kebera - contos, (2016), Brasil, Editora Kapulana;
- Asas quebradas, (2017), Maputo, Cavalo do Mar, 2017.[6]